# Skupina Ruiz
Skupina Ruiz (izvirno nemško Gruppe Ruiz) je bil korpus avstro-ogrske kopenske vojske, ki je bil aktiven med prvo svetovno vojno.

## Zgodovina
Korpus je deloval med decembrom 1916 in julijem 1917, ko je bil razpuščen.

## Poveljstvo
Poveljniki (Kommandanten)
- Eugen Chevalier Ruiz de Roxas: december 1916 - julij 1917

Načelniki štaba (Stabchefs)
- Franz von Mirbach: december 1916 - julij 1917